# Bulukerto (Magetan)
Bulukerto is een bestuurslaag in het regentschap Magetan van de provincie Oost-Java, Indonesië. Bulukerto telt 1669 inwoners (volkstelling 2010).